# Csik Lajos
Csik Lajos (Felsőnyárád, 1902. január 7. – Szeged, 1962. április 13.) magyar orvos, genetikus, egyetemi tanár, a Magyar Tudományos Akadémia levelező tagja (1947–1949, 1989-ben visszaállítva), a biológiai tudományok kandidátusa (1952).

## Életpályája
A debreceni orvosi karon végzett 1928-ban, 1925–1928-ban a debreceni egyetem biológiai intézete, 1928-tól a tihanyi Magyar Biológiai Kutatóintézet gyakornoka, adjunktusa. 1937-ben magántanár, 1940–1944-ben a kolozsvári egyetem tanára, majd 1945-től szerződéses tanára. 1947-ben visszatelepült Magyarországra, 1947-től az MTA levelező tagja, ám a liszenkói tanok ellenzőjeként 1949-ben kizárták, s tagságát csak halála után több évtizeddel, 1989-ben állították vissza. 1950-től az MTA Tihanyi Biológiai Kutatóintézet osztályvezetője, 1955-től a szegedi orvosi karon a biológia tanára, a szegedi orvosbiológiai intézet egyik megalapítója.

## Munkássága
Egyetemes jelentőségű kísérletsorozatával elsőnek bizonyította be genetikailag jól ismert kísérleti állaton – az ecetmuslincán (Drosophila) – az evolúció lehetőségét mutációk útján: azt, hogy a szárnyméretek változásait kis mennyiségi változások során több gén kölcsönhatása határozza meg. Általános örökléstani munkássága mellett humángenetikai kutatásai is jelentősek, így a kalotaszegi vércsoportvizsgálatok, amelyeket Kállay Ernővel végzett.

## Lásd még
- Acta Erdélyben
- Acta Bolyai
- Biológiai szakirodalom Erdélyben

## Főbb művei
- Az izom mechanikai sajátságairól mellékveseírtás után (Tihany, 1932)
- Különböző gének hatása ugyanazon szerv phänotípusára (Budapest, 1935)
- Az átöröklés és az ember. Változékonyság és öröklékenység (Az ember, Budapest, 1940)
- Vércsoportvizsgálatok kalotaszegi községekben (Kállay Ernővel, Kolozsvár, 1942).